# Watauga (Texas)
Watauga è un comune (city) degli Stati Uniti d'America della contea di Tarrant nello Stato del Texas. La popolazione era di 23 497 abitanti al censimento del 2010. È un sobborgo di Fort Worth. Le aziende della città e il mercato al dettaglio sono generalmente situate sulla U.S. Route 377.

## Geografia fisica
Watauga è situata a 32°52′17″N 97°14′57″W (32.871416, -97.249122).
Secondo lo United States Census Bureau, la città ha una superficie totale di 10,78 km², dei quali 10,78 km² di territorio e 0,01 km² di acque interne (0,05% del totale).

## Storia
I primi coloni giunsero nella contea di Tarrant County nel 1843. La Texas and Pacific Railway arrivò nell'area dell'odierna Watauga nel 1881, e ciò incoraggiò la nascita di grandi fattorie e ranch. La comunità prese il nome dalla cosiddetta Repubblica di Watauga (o Watauga Association), un governo semi-autonomo creato nel 1772, prima della guerra d'indipendenza americana, nel Tennessee orientale vicino all'attuale città di Elizabethton, lungo il fiume Watauga: anche se durò solo pochi anni contribuì a mettere le basi per quello che poi sarà lo stato del Tennessee
La stazione ferroviaria e l'ufficio postale di Watauga vennero aperti nel 1883. Gli abitanti erano solo 65 tra la metà degli anni trenta e gli anni quaranta, quando la stazione venne chiusa. In seguito aumentarono nel periodo della seconda guerra mondiale grazie all'insediamento di fabbriche per la produzione bellica, arrivando a più di 1 000 negli anni sessanta, 7 050 nel 1976, e oltre 20 000 nel 1990.

## Società

### Evoluzione demografica
Secondo il censimento del 2010, la popolazione era di 23 497 abitanti.

### Etnie e minoranze straniere
Secondo il censimento del 2010, la composizione etnica della città era formata dal 79,33% di bianchi, il 5,9% di afroamericani, lo 0,87% di nativi americani, il 5,09% di asiatici, lo 0,25% di oceanici, il 5,6% di altre razze, e il 2,97% di due o più etnie. Ispanici o latinos di qualunque razza erano il 20,07% della popolazione.